# Ferdinand Werner (Landrat)
Heinrich Ferdinand Philipp Werner (* 22. März 1788 in Groß Wanzleben; † 24. März 1825 in Merzig) war ein preußischer Landrat des Landkreises Merzig.

## Leben
Der Protestant Ferdinand Werner war ein Sohn des Accise-Rendanten Franz Rudolf Werner und dessen Ehefrau Johanna Louise Carolina, geb. Klenner. Nach dem Besuch der Lateinschule des Halleschen Waisenhauses von 1800 bis 1806 absolvierte er von 1807 bis 1810 ein Studium der Kameralwissenschaften an der Akademie Helmstedt. 1809/10 war er Hilfsarbeiter bei der Sous-préfecture in Helmstedt, bevor er ebenda von 1810 bis 1814 als Sécretaire en chef (deutsch Chefsekretär) tätig wurde. Im April 1814 wurde er Divisionschef beim Generalgouvernementskommissariat (Präfektur) in Lüttich und zu Beginn des Jahres 1815 auch (Divisionschef) in Koblenz. Von April bis Juni 1816 war er als Sekretär und Journalist bei der Regierung Trier tätig. Am 21. Juli 1816 wurde er zum kommissarischen Landrat des in der preußischen Rheinprovinz neugeschaffenen Kreises Merzig ernannt, dem am 14. März 1818 die definitive Ernennung mittels Allerhöchster Kabinettsorder (AKO) zum ersten Landrat des Kreises Merzig folgte. Ferdinand Werner starb im Dienst im Jahr 1825, nachfolgender Landrat wurde Joseph Schönberger.

## Familie
Ferdinand Werner heiratete vor 1819 in Magdeburg? Julie Amalie Hallfeld († nach 1825).